# Alchemilla arvensis
Alchemilla arvensis (syn. Aphanes arvensis — миршавиця польова) — вид квіткових рослин родини трояндових (Rosaceae).

## Біоморфологічна характеристика
Це сірувато-зелена, однорічна чи дворічна рослина 5–30 см. Стебла висхідні, тонкі, зазвичай сильно розгалужені біля основи. Стебла та листки розсіяно запушені білими відігнутими волосками. Листки з короткими черешками, 1–2 см, широко-ромбічні, пальчасто-3–5-роздільні. Прилистки зрощені. Суцвіття — клубочки в пазухах стеблових листків. Квітки зеленуваті. Чашолистки 2–3 мм завдовжки, з ледь помітними зубцями. Плодовий гіпантій, включаючи чашолистки, 2–2.6 мм, зазвичай виступає за межі прилистків. Пелюстки відсутні, тичинок зазвичай одна. Плід коричневий, овально-загострений (яйцеподібний), сплощений з боків, 1.2–1.8 × 0.8–1 мм. 2n = 32, 48.
Цвіте з квітня по вересень-жовтень.

## Поширення
Зростає у Європі й на заході Азії: Велика Британія, Албанія, Австрія, країни Балтії, Бельгія, Болгарія, Кіпр, Чехія, Словаччина, Східно-Егейські острови, Франція (у т. ч. Корсика), Німеччина, Греція, Угорщина, Іран, Італія, Крит, Ліван-Сирія, Північний Кавказ, Палестина, Португалія, Румунія, Сицилія, Іспанія (у т. ч. Балеарські острови), Швейцарія, Закавказзя, Туреччина (у т. ч. європейська), Україна (у т. ч. Крим), колишня Югославія.
В Україні росте на сухих схилах і полях — у зх. Полісся (Волинська та Житомирська обл.) та Криму (Чатирдаг, Микита, Ялта), рідко.

## Використання
Рослина має довгу історію використання в медицині, зокрема як сечогінний засіб і для позбавлення організму від каменів у нирках або сечовому міхурі. Рослина все ще часто використовується в сучасному травництві, в основному збирається з дикої природи, а іноді продається.